# Drosophila afer
Drosophila afer är en tvåvingeart som beskrevs av Tan, Hsu och Mao-Ling Sheng 1949. Drosophila afer ingår i släktet Drosophila och familjen daggflugor.
Artens utbredningsområde är provinserna Guizhou och Zhejiang i Kina.